# 神々の土地〜ロマノフたちの黄昏〜
『神々の土地〜ロマノフたちの黄昏〜』（かみがみのとち～ろまのふたちのたそがれ～）は、宝塚歌劇団のミュージカル作品。作・演出は上田久美子。

## 概要
2017年8月18日から9月25日（新人公演は9月5日）に宝塚大劇場、同年10月13日から11月19日（新人公演は10月26日）に東京宝塚劇場において、宙組により上演。
1916年、ロシア革命前夜にロマノフ王朝の皇族たちを描く作品。併演はレヴューロマン『クラシカル ビジュー』。この公演は宙組トップスター朝夏まなとの退団公演となる。

## 主な配役
本公演
- ドミトリー・パブロヴィッチ・ロマノフ：朝夏まなと
- フェリックス・ユスポフ：真風涼帆
- 大公妃イリナ：伶美うらら
- 皇女オリガ：星風まどか
- 皇太后マリア：寿つかさ
- 大公妃クセニヤ：美風舞良
- ジナイーダ・ユスポア：純矢ちとせ
- ロフチナ婦人：花音舞
- コンスタンチン・スモレンスキー：澄輝さやと
- ヤナ：綾瀬あきな
- 皇后アレクサンドラ：凛城きら
- ニコライ二世：松風輝
- ラスプーチン：愛月ひかる
- 家令ポポーヴィッチ：星吹彩翔
- ラッダ：瀬音リサ
- 貴婦人ベルセルスカヤ：愛白もあ
- ウラジーミル・ボルジン：蒼羽りく
- ミラ：結乃かなり
- イワン：風馬翔
- ロパトニコフ長官：美月悠
- 貴婦人チチェリーナ：花咲あいり
- 貴婦人バクリーナ：桜音れい
- ガリッキー将軍：星月梨旺
- ゾーヤ：愛咲まりあ
- 近衛騎兵将校ベルセルスキー：春瀬央季
- ゾバール：桜木みなと
- 近衛騎兵将校バクーニン：実羚淳
- 公女アリーナ：彩花まり
- ネッリ：涼華まや
- イゴール：朝央れん
- 近衛騎兵将校チチェーリン：七生眞希
- マキシム：和希そら
- ゴロヴィナ嬢：瀬戸花まり
- エルモライ：秋音光
- 貴婦人ゴンチャロワ：里咲しぐれ
- 近衛騎兵将校イズマイロフ：秋奈るい
- 皇太子アレクセイ：花菱りず
- 近衛騎兵将校ゴンチャロフ：水香依千
- リナト：朝日奈蒼
- キリチェンコ：留依蒔世
- 皇女タチアナ：遥羽らら
- 貴婦人イズマイロワ：小春乃さよ
- コーリャ：穂稀せり
- ロマン・ポチョムキン：瑠風輝
- ミーチャ：優希しおん

新人公演
- ドミトリー・パブロヴィッチ・ロマノフ：瑠風輝
- フェリックス・ユスポフ：鷹翔千空
- 大公妃イリナ：夢白あや
- 皇女オリガ：天瀬はつひ
- 皇太后マリア：花菱りず
- 大公妃クセニヤ：はる香心
- ジナイーダ・ユスポア：華妃まいあ
- ロフチナ夫人：湖々さくら
- コンスタンチン・スモレンスキー：真名瀬みら
- ヤナ：水音志保
- 皇后アレクサンドラ：小春乃さよ
- ニコライ二世：秋奈るい
- ラスプーチン：留依蒔世
- 家令ポポーヴィッチ：湖風珀
- ラッダ：星風まどか
- 貴婦人ベルセルスカヤ：雪乃かさり
- ウラジミール・ボルジン：希峰かなた
- ミラ：花城さあや
- イワン：水香依千
- ロパトニコフ長官：若翔りつ
- 貴婦人チチェリーナ：舞華みりあ
- ガリッキー将軍：穂稀せり
- ゾーヤ：花宮沙羅
- 近衛騎兵将校ベルセルスキー：惟吹優羽
- ゾバール：優希しおん
- 公女アリーナ：遥羽らら
- ネッリ：陽雪アリス
- イゴール：風輝駿
- 近衛騎兵将校チチェーリン：雪輝れんや
- マキシム：潤奈すばる
- ゴロヴィナ譲：春乃さくら
- エルモライ：愛海ひかる
- 近衛騎兵将校イズマイロフ：鷺世燿
- 皇太子アレクセイ：栞菜ひまり
- リナト：澄風なぎ
- キリチェンコ：朝比奈蒼
- 皇女タチアナ：華雪りら
- コーリャ：琥南まこと
- ロマン・ポチョムキン：風色日向
- ミーチャ：碧咲伊織

## スタッフ
- 作・演出：上田久美子
- 作曲・編曲：青木朝子、高橋恵
- 音楽指揮：佐々田愛一郎
- 振付：前田清美、桜木涼介、鈴懸三由岐
- 擬闘：栗原直樹
- 装置：新宮有紀
- 衣装：有村淳
- 照明：勝柴次朗
- 音響：実吉英一
- 小道具：下農直幸
- 歌唱指導：KIKO
- 制作著作：宝塚歌劇団
- 主催：阪急電鉄